# Байбосынов, Кайрат Ауекенович
Кайрат Ауекенович Байбосынов (каз. Қайрат Әукенұлы Байбосынов; род. 1 июня 1950, пос. Атасу Жанааркинского района Карагандинской области) — советский и казахский певец и пропагандист народной песни, музыкальный педагог, профессор.
Герой Труда Казахстана (2025). Народный артист Казахской ССР (1990). Заслуженный артист Казахской ССР (1985). Лауреат Государственной премии Республики Казахстана (2000). Лауреат премии Ленинского комсомола Казахстана (1980).

## Биография
Родился 1 июня 1950 года в посёлке Атасу Жанааркинского района Карагандинской области. Происходит из подрода сайдалы рода куандык племени аргын.
Солист ансамбля «Гульдер», преподаватель студии эстрадного и циркового искусства (1969—1988).
Старший преподаватель Алматинской консерватории, доцент, заведующий кафедрой (1988—1995).
С 1997 года — директор Республиканского колледжа эстрадного и циркового искусства. Выступал с концертной программой в США, Японии, Германии, Франции, Испании, Италии, Турции, Китае и др. странах.

## Награды и звания
- 1980 — Премия Ленинского комсомола Казахстана — за концертно-исполнительскую деятельность.[2]
- 1985 — Почётное звания «Заслуженный артист Казахской ССР» — за заслуги в казахском народном искусстве.
- 1990 — Почётное звания «Народный артист Казахской ССР» — за большой вклад в казахское традиционное пение.
- 2000 — Государственная премия Республики Казахстан в области литературы и искусства — за концертную деятельность с 1995 по 1999 годы.[3]
- 2006 — Орден Парасат — за большой вклад в казахское традиционное пение и выдающийся труд в музыкальной педагогике.[4]
- 2011 — Медаль «20 лет независимости Республики Казахстан»
- 2012 — Почётное звания «Лучший преподаватель высших учебных заведений Республики Казахстан».[5][6]
- 2013 — Орден Достык ІІ степени — за особые заслуги в популяризации национального музыкального искусства и общественную активность.[7]
- 2015 — Медаль «Ветеран труда Казахстана»
- 2016 — Медаль «25 лет независимости Республики Казахстан»
- Нагрудный знак «Почётный работник образования Республики Казахстан»
- Нагрудный знак «Отличник образования Республики Казахстан»
- Профессор Казахский национальный университет искусств
- 2019 — Президентская стипендия Первого Президента Республики Казахстан в области культуры и искусства.[8][9]
- 2020 — Благодарственное письмо Президента Республики Казахстан с вручением нагрудного знака «Алтын Барыс» — за самоотверженный труд в развитии казахского национального песенного искусства и в связи с 70-летием со дня рождения.[10]
- 2020 — Благодарственное письмо Министерства культуры и спорта Республики Казахстан в связи с 70-летием со дня рождения.
- 2025 (20 мая) — звание «Қазақстанның Еңбек Ері» (Герой Труда Казахстана) с вручением знака особого отличия Золотой звезды (Алтын жұлдыз) и ордена «Отан» — за особый вклад в развитие и пропаганду национальной культуры, выдающиеся достижения в сфере культуры и заслуги перед Республикой Казахстан;[11]